# Caenotus mexicanus
Caenotus mexicanus är en tvåvingeart som beskrevs av Akira Nagatomi och Yanagida 1994. Caenotus mexicanus ingår i släktet Caenotus och familjen fönsterflugor. Inga underarter finns listade i Catalogue of Life.